# Like I Can
"Like I Can" is een nummer van de Britse zanger Sam Smith uit 2014. Het is de vijfde single van Smiths eerste studioalbum In the Lonely Hour.

## Achtergrondinformatie
Het nummer werd wereldwijd een bescheiden hitje. In de week van 21 februari 2015 verkoos Radio 538 het nummer tot Alarmschijf. Het haalde de achtste positie in de Nederlandse Top 40. In Vlaanderen bleef het steken op nummer 7 in de Tipparade.

## Tracklijst
| Nr. | Titel                             | Duur |
| --- | --------------------------------- | ---- |
| 1.  | Like I Can (radio edit)           | 2:47 |
| 2.  | Like I Can (Artful remix)         | 4:34 |
| 3.  | Like I Can (Jonas Rathsman remix) | 7:00 |
| 4.  | Like I Can (iLL BLU remix)        | 6:30 |

## Hitnoteringen

### Nederlandse Top 40
| Hitnotering: 21-02-2015 t/m 20-06-2015 | Hitnotering: 21-02-2015 t/m 20-06-2015 | Hitnotering: 21-02-2015 t/m 20-06-2015 | Hitnotering: 21-02-2015 t/m 20-06-2015 | Hitnotering: 21-02-2015 t/m 20-06-2015 | Hitnotering: 21-02-2015 t/m 20-06-2015 | Hitnotering: 21-02-2015 t/m 20-06-2015 | Hitnotering: 21-02-2015 t/m 20-06-2015 | Hitnotering: 21-02-2015 t/m 20-06-2015 | Hitnotering: 21-02-2015 t/m 20-06-2015 | Hitnotering: 21-02-2015 t/m 20-06-2015 | Hitnotering: 21-02-2015 t/m 20-06-2015 | Hitnotering: 21-02-2015 t/m 20-06-2015 | Hitnotering: 21-02-2015 t/m 20-06-2015 | Hitnotering: 21-02-2015 t/m 20-06-2015 | Hitnotering: 21-02-2015 t/m 20-06-2015 | Hitnotering: 21-02-2015 t/m 20-06-2015 | Hitnotering: 21-02-2015 t/m 20-06-2015 | Hitnotering: 21-02-2015 t/m 20-06-2015 | Hitnotering: 21-02-2015 t/m 20-06-2015 |
| Week:                                  | 1                                      | 2                                      | 3                                      | 4                                      | 5                                      | 6                                      | 7                                      | 8                                      | 9                                      | 10                                     | 11                                     | 12                                     | 13                                     | 14                                     | 15                                     | 16                                     | 17                                     | 18                                     |                                        |
| -------------------------------------- | -------------------------------------- | -------------------------------------- | -------------------------------------- | -------------------------------------- | -------------------------------------- | -------------------------------------- | -------------------------------------- | -------------------------------------- | -------------------------------------- | -------------------------------------- | -------------------------------------- | -------------------------------------- | -------------------------------------- | -------------------------------------- | -------------------------------------- | -------------------------------------- | -------------------------------------- | -------------------------------------- | -------------------------------------- |
| Positie:                               | 33                                     | 20                                     | 16                                     | 13                                     | 12                                     | 9                                      | 8                                      | 10                                     | 10                                     | 10                                     | 11                                     | 12                                     | 13                                     | 15                                     | 17                                     | 23                                     | 25                                     | 37                                     | uit                                    |

### NederlandseSingle Top 100
| Hitnotering: 07-02-2015 t/m 01-08-2015 | Hitnotering: 07-02-2015 t/m 01-08-2015 | Hitnotering: 07-02-2015 t/m 01-08-2015 | Hitnotering: 07-02-2015 t/m 01-08-2015 | Hitnotering: 07-02-2015 t/m 01-08-2015 | Hitnotering: 07-02-2015 t/m 01-08-2015 | Hitnotering: 07-02-2015 t/m 01-08-2015 | Hitnotering: 07-02-2015 t/m 01-08-2015 | Hitnotering: 07-02-2015 t/m 01-08-2015 | Hitnotering: 07-02-2015 t/m 01-08-2015 | Hitnotering: 07-02-2015 t/m 01-08-2015 | Hitnotering: 07-02-2015 t/m 01-08-2015 | Hitnotering: 07-02-2015 t/m 01-08-2015 | Hitnotering: 07-02-2015 t/m 01-08-2015 | Hitnotering: 07-02-2015 t/m 01-08-2015 |
| Week:                                  | 1                                      | 2                                      | 3                                      | 4                                      | 5                                      | 6                                      | 7                                      | 8                                      | 9                                      | 10                                     | 11                                     | 12                                     | 13                                     | 14                                     |
| -------------------------------------- | -------------------------------------- | -------------------------------------- | -------------------------------------- | -------------------------------------- | -------------------------------------- | -------------------------------------- | -------------------------------------- | -------------------------------------- | -------------------------------------- | -------------------------------------- | -------------------------------------- | -------------------------------------- | -------------------------------------- | -------------------------------------- |
| Positie:                               | 82                                     | 61                                     | 41                                     | 29                                     | 24                                     | 22                                     | 23                                     | 24                                     | 22                                     | 23                                     | 27                                     | 31                                     | 30                                     | 30                                     |
| Week:                                  | 15                                     | 16                                     | 17                                     | 18                                     | 19                                     | 20                                     | 21                                     | 22                                     | 23                                     | 24                                     | 25                                     | 26                                     |                                        |                                        |
| Positie:                               | 36                                     | 39                                     | 41                                     | 42                                     | 50                                     | 51                                     | 50                                     | 52                                     | 55                                     | 64                                     | 88                                     | 87                                     | uit                                    |                                        |

### 3FM Mega Top 50
| Hitnotering: 21-02-2015 t/m 18-07-2015 | Hitnotering: 21-02-2015 t/m 18-07-2015 | Hitnotering: 21-02-2015 t/m 18-07-2015 | Hitnotering: 21-02-2015 t/m 18-07-2015 | Hitnotering: 21-02-2015 t/m 18-07-2015 | Hitnotering: 21-02-2015 t/m 18-07-2015 | Hitnotering: 21-02-2015 t/m 18-07-2015 | Hitnotering: 21-02-2015 t/m 18-07-2015 | Hitnotering: 21-02-2015 t/m 18-07-2015 | Hitnotering: 21-02-2015 t/m 18-07-2015 | Hitnotering: 21-02-2015 t/m 18-07-2015 | Hitnotering: 21-02-2015 t/m 18-07-2015 | Hitnotering: 21-02-2015 t/m 18-07-2015 |
| Week:                                  | 1                                      | 2                                      | 3                                      | 4                                      | 5                                      | 6                                      | 7                                      | 8                                      | 9                                      | 10                                     | 11                                     | 12                                     |
| -------------------------------------- | -------------------------------------- | -------------------------------------- | -------------------------------------- | -------------------------------------- | -------------------------------------- | -------------------------------------- | -------------------------------------- | -------------------------------------- | -------------------------------------- | -------------------------------------- | -------------------------------------- | -------------------------------------- |
| Positie:                               | 31                                     | 19                                     | 17                                     | 14                                     | 17                                     | 14                                     | 13                                     | 16                                     | 13                                     | 12                                     | 16                                     | 19                                     |
| Week:                                  | 13                                     | 14                                     | 15                                     | 16                                     | 17                                     | 18                                     | 19                                     | 20                                     | 21                                     | 22                                     |                                        |                                        |
| Positie:                               | 16                                     | 16                                     | 24                                     | 20                                     | 24                                     | 35                                     | 40                                     | 40                                     | 46                                     | 48                                     | uit                                    |                                        |

## Releasedata
| Land                | Releasedatum     | Formaat        | Label           |
| ------------------- | ---------------- | -------------- | --------------- |
| Australië           | 5 december 2014  | Muziekdownload | Capitol, Method |
| Ierland             | 5 december 2014  | Muziekdownload | Capitol, Method |
| Verenigd Koninkrijk | 7 december 2014  | Muziekdownload | Capitol, Method |
| België              | 8 december 2014  | Muziekdownload | Capitol, Method |
| Italië              | 27 februari 2015 | Radio          | Universal       |
| Verenigde Staten    | 19 mei 2015      | Capitol        |                 |